# Musikudtryk
Tonekunstens internationale skriftsprog er noderne. Gennem disse meddeler komponisten alle og enhver, hvad han har på hjerte, og så kommer det an på den spillende, om han formår at trænge ind i komponistens ånd og gengive hans tanker på rette vis. Helt og fuldt i ord og tegn at sige, hvorledes kompositionen skal opfattes, formår komponisten ikke; men til en vis
grad kan han dog gennem værkets titel, tempoangivelser og nuancerings-betegnelser delvis fortælle, hvorledes han ønsker at opfattes.
Da nu sådanne musikudtryk helst skal kunne forstås af alle musikdyrkere, uanset deres nationalitet og sprog, benyttes i 
almindelighed italiensk som fagsprog hertil; kun nu og da forekommer enkelte franske betegnelser. Først i den nyere tid er navnlig tyskerne kommet ind på at bruge deres modersmål også hvad musikbetegnelser angår, men i det store og hele og navnlig i al klassisk musik anvendes italienske ord.